# Jean de Milleret
Pour les articles homonymes, voir Milleret et Carnot.
Jean de Milleret, dit « Carnot » (mais aussi « Marnac », « Martel », « Jacomy »), né le 19 mars 1908 à Montauban, mort le 10 janvier 1980 à Buenos Aires, est un militaire et résistant français, également historien et biographe. 

## Biographie
Officier de réserve, puis officier d'active après une formation à Saint-Maixent dans l'entre deux guerres, il est affecté en Indochine. 
Au début de la Deuxième Guerre mondiale, comme lieutenant de tirailleurs sénégalais il est grièvement blessé à Bazincourt en juin 1940, fait prisonnier en Oflag puis rapatrié en tant que grand blessé à Tarbes.
Devenu colonel, il s'engage dans l'Organisation de résistance de l'armée en 1943, au sein du Corps Franc Pommiès. 
Ses convictions l'amènent à soutenir le général Giraud de préférence à de Gaulle, mais il se rallie à la France libre tout en entretenant une forte méfiance vis-à-vis de l'Angleterre et de ses réseaux clandestins en France. 
En mars 1944, il met en place la brigade Carnot et est nommé chef FFI des Landes. Il prend ensuite part à la Libération du Sud-Ouest, organisant de nombreux sabotages, notamment à Tarbes et Aire-sur-l'Adour. Il échappe de peu à la capture lors des attaques allemandes très coûteuses contre la Résistance à Portet et à Viella, en juillet 1944. 
Participant à la libération de Mont-de-Marsan et de Bordeaux, il entame en septembre 1944, à la tête de sa brigade, devenue bataillon car renforcée de plusieurs unités FTP, mais qui conserve malgré tout le nom de « brigade Carnot », le siège de la « poche du Médoc » (la forteresse de la Pointe de Grave, où sont retranchés 4 000 Allemands). Ce sera la longue bataille du Front du Médoc (septembre 1944 - avril/mai 1945), gagnée au sol par les seules forces françaises et coloniales sous l'appellation officielle de « Forces Françaises de l'Ouest ».
Jean de Milleret prend sa retraite de l'armée en 1957 à Buenos Aires, où il devient historien et l'un des principaux biographes de l'écrivain Jorge Luis Borges.

## Décorations
- Commandeur de la Légion d'honneur
- Compagnon de la Libération par décret du 28 mai 1945
- Croix de guerre 1939–1945 (4 citations)
- Chevalier de l'ordre du Mérite agricole
- Distinguished Service Cross (USA)

## Publications
- Charles de Gaulle. Procer y Pensador (Argentine, La Mandragora, 1964)
- Entretiens avec JL Borgès (Paris, Belfond, 1967)

### Sources externes
- Page sur Jean de Milleret sur le site de l'Ordre de la Libération
- Page sur Jean de Milleret sur le site des FFI de la Gironde
- La composition de la brigade Carnot à l'aube du siège de la poche du Médoc
- Ordre de bataille des forces en place fin octobre 1944 sous le commandement du colonel de Milleret
- Les "volontaires d'Aquitaine" des Forces françaises de la Pointe de Grave, sur le site « sansculottes1944 »